# Porsche-Diesel Master 419
 (mars 2025).
Si vous disposez d'ouvrages ou d'articles de référence ou si vous connaissez des sites web de qualité traitant du thème abordé ici, merci de compléter l'article en donnant les références utiles à sa vérifiabilité et en les liant à la section « Notes et références ».
Le Porsche-Diesel Master 419 est un modèle de tracteur de la série Master du constructeur Porsche-Diesel Motorenbau. Il a remplacé son prédécesseur, le Porsche-Diesel 418, en 1960 et il a été construit au total 1 175 fois jusqu’en 1963. En termes de puissance du moteur, de dimensions et de masse du véhicule, le 419 est le plus grand tracteur de la série Master et également le plus grand tracteur jamais construit en série par la marque Porsche. Dans sa version de base, le tracteur avait un prix catalogue de 15 290 Deutsche Mark en 1963.

## Description
Le Porsche-Diesel 419 est un tracteur avec une construction en bloc sans cadre. L’essieu avant est un essieu portique non entraîné, monté sur pendule, tandis que l’essieu arrière portique entraîné est bridé directement sur la transmission, il ne possède donc pas d’éléments de suspension ou d’amortissement séparés. Sur l’essieu avant, des pneus mesurant 6 à 20 pouces (152 à 508 mm) sont montés de série sur les jantes, et sur l’essieu arrière, des pneus mesurant 13 à 30 pouces (330 à 762 mm) sont montés. Sur demande, Porsche fournissait également des pneus avant dans des dimensions allant de 6 à 19 pouces (152 à 483 mm) ou allant de 7,5 à 16 pouces (191 à 406 mm) et des pneus arrière dans des dimensions allant de 11 à 36 pouces (279 à 914 mm). Le différentiel de l’essieu arrière peut être verrouillé afin que différentes quantités de couple puissent être transmises aux roues arrière pour des capacités tout-terrain. Le système de freinage est mécanique, la force de freinage agit directement depuis les pédales sur les freins à tambour des roues arrière via des tiges, les roues gauche et droite pouvant être freinées individuellement (frein de direction), ce qui augmente la maniabilité du Porsche-Diesel 419.
Le tracteur est propulsé par un moteur Diesel F 419 de Porsche refroidi par air développant 50 ch (37 kW). Ce moteur est un moteur atmosphérique vertical à quatre temps avec quatre cylindres en ligne. L’alésage du cylindre est de 98 mm, la course du piston est de 116 mm; La cylindrée totale est de 3 500 cm3. Le vilebrequin est soutenu par cinq paliers et entraîne l’arbre à cames situé en dessous via un engrenage droit. Les soupapes (une soupape d’admission et une soupape d’échappement par cylindre) sont disposées en tête et sont actionnées par l’arbre à cames via des tiges de poussée et des culbuteurs. Le moteur est doté de quatre culasses individuelles à flux croisés et d’une injection à chambre tourbillonnante. Le système de lubrification est un système de lubrification à carter humide conventionnel (lubrification par circulation sous pression) avec une pompe à huile à engrenages; le carter d’huile est conçu pour être suffisamment solide car il s’agit d’un élément porteur du châssis. Le ventilateur de refroidissement radial est contrôlé automatiquement par un thermostat.
Le couple moteur est transmis du moteur à la transmission via un «coupleur hydraulique Voith» (à verrouillage positif à partir d’environ 500 tr/min) et un embrayage à sec à deux disques. Porsche-Diesel Motorenbau a installé une transmission à griffes à quatre vitesses et trois groupes de type ZF A 216. Elle est à dents droites et non synchronisée. Les deux premiers groupes conduisent le tracteur vers l’avant, le troisième groupe vers l’arrière; Il y a donc huit vitesses avant et quatre vitesses arrière. Avec les pneus standard, le tracteur peut rouler à une vitesse de pointe de 19,4 km/h. Porsche a également proposé une version overdrive à rapport plus long, qui augmentait la vitesse de pointe de 8 km/h au détriment du rapport de démultiplication. De plus, un attelage trois-points était disponible sur demande. Pour entraîner des outils, le 419 dispose d’une prise de force au sol et d’une prise de force moteur à l’arrière ainsi que d’une prise de force moteur sous l’anneau de remorquage à l’avant.

## Données techniques
- Poids total autorisé : 3 850 kg
- Vitesse de pointe : 19,4 km/h
- Réservoir de carburant : 46 ou 60 l
- Transmission :
  - Désignation : ZF A 216
  - Conception : engrenage à griffes
  - Nombre de vitesses : 4
  - Nombre de groupes en marche avant : 2
  - Nombre de groupes en marche arrière : 1
- Moteur :
  - Désignation : F 419 de Porsche
  - Conception : moteur à quatre cylindres en ligne
  - Principe de fonctionnement : diesel
  - Formation du mélange : injection dans une chambre à tourbillon
  - Carburant : ≥44 CZ
  - Alésage x course : 98 x 116 mm
  - Cylindrée : 3 500 cm3
  - Puissance nominale : 50 ch (37 kW) à 2 100 tr/min
- Régime de prise de force moteur (arrière) : 579 tr/min ou 1 135 tr/min
- Régime de prise de force moteur (avant) : 1 050 tr/min

Source : ,,,,